# Bida (mythologie)
Pour les articles homonymes, voir Bida.
Bida (« boa » ou « python » en soninké) est un esprit ayant la forme d'un serpent massive qui apparaît dans une légende médiévale liée à l'histoire du royaume du Ouagadou. Bida protège le Ouagadou et la famille régnante des Cissé en échange du sacrifice d'une jeune fille à intervalles réguliers, jusqu'au moment où il est tué par un homme appelé Amadou alors qu'il s'apprête à dévorer sa victime annuelle. La mort du serpent tutélaire est généralement employée par le récit pour expliquer le déclin du royaume. De nombreuses variantes de la légende existent selon les régions, les langues et les ethnies.

## Trame et variantes principales

### Instauration du pacte avec le serpent
Les Soninkés font remonter le début de l'histoire au déplacement d'un jeune homme, Dinga, qui traverse le Sahara vers l'ouest et s'installe avec un groupe de chasseurs dans le sud de l'actuelle Mauritanie, peut-être dans la région d'Aoudagost. Selon la légende, Dinga et ses hommes seraient originaires de l'Égypte. Une génération après, le fils de Dinga, Dyabé, se déplace vers le sud et s'installe dans un lieu nommé Wagadou, nom qui signifie pays des troupeaux. À son arrivée, il reçoit les conseils d'une hyène et d'un vautour. C'est à ce moment que Dyabé passe une alliance avec le serpent Bida. Le serpent possède de nombreux noms différents selon les versions et les langues : Bida ou Miniyan en soninké, Sâba en mandinka, ou encore Wagadou Sa ba, « grand serpent du Ouagadou ».
Le serpent promet sa protection à Dyabé et à tout le pays, mais réclame en échange qu'on lui sacrifie régulièrement la plus belle jeune fille vierge de la région. La fréquence des sacrifices humains et leurs modalités exactes varie selon les versions. Parfois le sacrifice a lieu chaque année à la fin de la saison sèche, et la jeune fille doit être vêtue d'un manteau blanc et montée sur un cheval blanc. La cérémonie du sacrifice est présidée par le Kaya Magan, c'est-à-dire le roi du Wagadou. 
Dans la variante mandingue relatée en détail par Wâ Kamissoko, le grand serpent du Ouagadou (Wakadu Saa ba) vivait dans le puits sacré de Koumbi, capitale du royaume. La jeune fille vierge livrée en sacrifice, qui devait être la plus belle du pays, était livrée chaque année à tour de rôle par les clans du Ouagadou (Youssouf Tata Cissé indique que les clans Wagués étaient exemptés de ce tribut, car le serpent était considéré comme leur « père »). Elle était parée de ses plus beaux habits puis conduite en grande pompe, au son des tam-tams, jusqu'au puits, où le serpent sortait d'abord deux fois la tête du puits et la dressait à dix mètres au-dessus de la foule ; lorsqu'il la sortait la troisième fois, il l'agitait frénétiquement puis s'abaissait pour dévorer la victime.

### La mort du serpent: variantes impliquant Sia et Amadi
Dans la variante soninké, le meurtrier du serpent est nommé Amadi et il est le futur époux de la victime à sacrifier, qui se nomme Sia Yatabéré. Pendant une longue période, les sacrifices sont dûment accomplis et le royaume prospère. Mais une année, c'est au tour d'une belle jeune fille, Sia Yatabéré, d'être sacrifiée. Son futur époux, Mamadou, berger, guerrier et surtout rusé, refuse de laisser Sia être sacrifiée. Au matin du sacrifice, il se poste non loin du repaire de Bida où est conduite Sia, et, lorsque le serpent sort pour la dévorer, il surgit de sa cachette et lui tranche la tête. Avant de mourir, le serpent profère une terrible malédiction contre le pays, en promettant sept années de sécheresse. L'histoire explique ainsi le dépérissement du royaume du Ouagadou, supplanté par l'empire du Ghana : la malédiction est à l'origine de la transformation du Sahara en désert, tandis que le personnage de Amadi représente l'influence grandissante de l'islam d'où l'orthographe Mamadou. Les débris de la tête de Bida retombent dans le Bambouk et le Bouré et s'y changent en mines d'or qui font prospérer l'empire du Ghana par la suite.

### La mort du serpent dans la variante mandingue de Wâ Kamissoko
Dans la variante narrée par Wâ Kamissoko, l'homme qui tue le serpent n'est pas le futur mari de la jeune fille mais son père, Yiramakan (Kamissoko ne précise pas le nom de la jeune fille elle-même). Yiramakan refuse de laisser tuer sa fille et, lorsqu'elle est livrée au serpent, il se tient prêt dans les environs, monté à cheval, avec son sabre à double tranchant. Lorsque le serpent baisse la tête, Yiramakan s'élance à cheval et tranche le serpent en deux endroits : un premier coup de sabre coupe la tête et le second un tronçon du cou. La tête s'envole au loin en poussant une plainte et retombe dans la région du Bouré, où elle s'enfonce profondément dans la terre et est à l'origine de l'or du Bouré. Le tronçon du cou s'envole lui aussi en se plaignant et retombe dans le Djabé où elle s'enfonce également loin sous terre et est là aussi à l'origine de l'or qui se trouve dans la région. Le reste du corps du serpent sort lentement du puits, puis s'enroule sur lui-même et pourrit sur place jusqu'à ce qu'il n'en reste que les os. Quelque temps après, une fois l'hivernage passé, au retour de la saison des pluies, une plante nouvelle pousse parmi les os du serpent : le petit mil appelé sa niò (« mil du serpent »). Une sécheresse et une stérilité frappent ensuite le Ouagadou pendant sept ans. Yiramakan a une nombreuse descendance et ses descendants sont nommés Sâko, « les-gens-nés-après-le-serpent ». Wâ Kamissoko précise que Yiramakan avait réalisé des préparatifs magiques avant de tuer le serpent, et qu'il se servit aussi pour le tuer d'une formule magique dont les chasseurs se servent depuis pour préparer des poudres permettant d'éloigner les serpents de leurs campements dans la brousse.

### Variante dioula
Dans une variante dioula, le serpent est appelé Miniambaladougou et est doté de sept têtes. À sa mort, les habitants donnent son nom à leur village, le nom signifiant littéralement « pays du grand serpent ». L'endroit se trouverait au sud-est de la Guinée.

### Évocation de l'adoration d'un serpent boa, au Soudan, par Al-Bakri ibn batouta
Dans sa Description géographique du monde connu, écrite par Al-Bakri au XIe siècle, l'auteur arabe fait référence à l'adoration d'un serpent dans la région correspondant au Soudan (p. 379-380) :
« De Terenca, le pays habité par les Noirs s’étend jusqu’au territoire des Zafcou, peuple nègre qui adore un serpent semblable à un énorme boa. Cet animal a une crinière et une queue [touffue]; sa tête est comme celle du chameau. Il habite le désert et se tient dans une caverne, à l’entrée de laquelle on voit un berceau de feuillage, quelques pierres et une maison habitée par les gens dévots qui se sont consacrés au culte du serpent. Au berceau ils suspendent les habits les plus riches et les effets les plus précieux. Ils y déposent pour leur divinité des plats remplis de mets et de grands vases pleins de lait et de sorbets. Lorsqu’ils veulent attirer l’animal dans le berceau, ils prononcent certaines paroles et sifflent d’une manière particulière; aussitôt le reptile sort au-devant d’eux. Si un de leurs princes vient de mourir, ils réunissent toutes les personnes qui paraissent dignes de la souveraineté et les conduisent auprès du serpent. Ils prononcent alors des formules connues d’eux seuls; l’animal s’approche et flaire les candidats successivement jusqu’à ce qu’il frappe l’un d’entre eux avec son nez; puis il rentre dans sa caverne. L’homme ainsi désigné court après lui de toute sa vitesse, afin d’arracher autant qu’il peut de crins au cou ou à la queue de la bête. Le nombre d’années de son règne est indiqué par le nombre de crins qui lui restent dans la main. Ils prétendent que ce pronostic est infaillible. »

## Évocations dans les arts

### Littérature
Le mythe du serpent du Ouagadou connaît une diffusion et un renouvellement par le biais de la littérature écrite et du théâtre.
L'écrivain sénégalais Boubacar Boris Diop crée une variante du mythe dans son roman Le Cavalier et son ombre publié en français chez Stock en 1977.
Vers la fin des années 1980, le dramaturge mauritanien Moussa Diagana réalise une relecture politique assez sombre de la légende dans sa pièce de théâtre La légende du Wagadu vue par Sia Yatabéré, qui remporte le Premier prix du 15e Concours théâtral interafricain de RFI en 1988,.
En 1999, un court album illustré pour la jeunesse racontant la légende, La légende de Ouagadou Bida, écrit par Modibo Sidibé et illustré par Svetlana Amegankpoe, paraît aux éditions Donniya à Bamako au Mali.
En 2003, l'écrivain français Erik Orsenna livre une variante de la légende dans un chapitre de son roman Madame Bâ.

### Cinéma
En 2002, le cinéaste burkinabé Dani Kouyaté réalise le film Sia, le rêve du python, adaptation de la pièce de théâtre de Moussa Diagana, qui coécrit le scénario ; Sia y est incarnée par Fatoumata Diawara.

### Télévision
En 2010, Michel Ocelot réalise une série de dix courts-métrages d'animation en ombres chinoises (papier découpé) pour la télévision, dans une série intitulée Dragons et Princesses. L'un des épisodes, intitulé L'élue de la ville d'or, est inspiré par la légende de Bida, mais l'action est transposée dans une civilisation fictive ressemblant à celle des Aztèques. Cette histoire est ensuite regroupée avec quatre autres et une inédite dans un long métrage d'animation pour le cinéma intitulé Les Contes de la nuit sorti en 2011.

#### Jeu vidéo
Dans Golden Sun : L'Âge Perdu, sorti au Japon en 2002, on retrouve une référence au mythe lorsque le protagoniste arrive dans une ville où chaque année la population doit offrir en sacrifice une femme à un serpent géant, afin de se prévenir de son courroux. Le protagoniste doit aider un héros local à triompher du serpent.

## Pour approfondir